# Cotoner Pima
El cotoner Pima (Gossypium barbadense), també conegut com a cotó extra llarg, cotó d'Amèrica del Sud, Creole o cotó egipci, és una espècie de cotoner. És una planta tropical sensible a les glaçades i perenne que produeix flors grogues i llavors negres. Creix com un petit arbre arbustiu i dona cotó amb la fibra extraordinàriament llarga i sedosa.

## Història
El nom Pima és en honor dels amerindis pimes, que ajudaren a cultivar el cotó als Estats Units en granges experimentals d'Arizona a principi del segle xx.
La primera evidència de domesticació d'aquesta espècie de cotoner és d'Ancón a la costa del Perú cap a 4200 aC 
Cap a 1786, van començar les plantacions d'aquesta espècie a les colònies britàniques americanes de Carolina del Sud i Geòrgia amb gent provinent de Barbados. Aquest cotó tenia un preu més alt però va ser substituït per l'espècie Gossypium hirsutum i el cotó Pima actualment només representa el 5% del cotó produït als Estats Units.